# Mesosa alternata
Mesosa alternata là một loài bọ cánh cứng trong họ Cerambycidae.